# Dularcha National Park
Dularcha National Park är en park i Australien. Den ligger i delstaten Queensland, omkring 76 kilometer norr om delstatshuvudstaden Brisbane.
Närmaste större samhälle är Caloundra, omkring 16 kilometer öster om Dularcha National Park.
I omgivningarna runt Dularcha National Park växer i huvudsak städsegrön lövskog. Runt Dularcha National Park är det ganska tätbefolkat, med 144 invånare per kvadratkilometer. Genomsnittlig årsnederbörd är 1 778 millimeter. Den regnigaste månaden är januari, med i genomsnitt 345 mm nederbörd, och den torraste är september, med 40 mm nederbörd.